# 芹谷村
芹谷村（せりたにむら）は滋賀県犬上郡にあった村。現在の多賀町の北東部、芹川の上流域にあたる。芹谷村に属した地域の現状については芹谷を参照。

## 地理
- 山岳：霊仙山、鍋尻山
- 河川：芹川

## 歴史
- 1889年（明治22年）4月1日 - 町村制の施行により、水谷村・桃原村・屏風村・後谷村・向之倉村・甲頭倉村・河内村・霊仙村の区域をもって発足。
- 1941年（昭和16年）11月3日 - 多賀村・久徳村と合併して多賀町が発足。同日芹谷村廃止。